# Wilbert Bulsink
Wilbert Bulsink (Doetinchem, 10 juli 1983) is een Nederlands componist en musicus.

## Opleiding
Hij studeerde piano bij Ton Hartsuiker en Gert-Jan Vermeulen, instrumentatie bij Theo Verbey en compositie bij Daan Manneke, Wim Henderickx en Theo Loevendie. Daarnaast studeerde hij elektronica bij Kees Tazelaar, Jorrit Tamminga en Jos Zwaanenburg. In 2008 sloot hij zijn studie compositie aan het Sweelinck-conservatorium in Amsterdam met onderscheiding af. Tijdens zijn studie was Bulsink actief als kerkorganist en als toetsenist/arrangeur in de rockband Magic Fish.
Na zijn studie is hij actief als toetsenist en pianist in onder andere PumpOrgan, fSTARand en het Rosa Ensemble. Hij is lid van componistencollectief Monoták en een van de vijftig artiesten die verbonden zijn aan Splendor Amsterdam.
Sinds 2016 doceert hij compositie aan het ArtEZ Conservatorium te Zwolle.

## Composities
Op jonge leeftijd werd zijn muziek gespeeld door het Nederlands Blazers Ensemble. In 1999 werd zijn orkestwerk Ontdekkingen geselecteerd voor het Project Jonge Componisten van het Nederlands Balletorkest. Prelude nr. 2 (2003) werd uitgevoerd tijdens de World Music Days in Ljubljana. In 2006 maakte hij samen met Thomas Myrmel de multimediaperformance The Expected voor vijf zangers/sprekers, elfkoppig ensemble en elektronica, gebaseerd op een korte film van Keren Cytter. In 2007 componeerde hij Air (an eternal music) voor het Nieuw Ensemble, aangevuld met sho, duduk en qanûn. In 2008 en 2009 werden opdrachtwerken van hem uitgevoerd door het Nederlands Blazers Ensemble. Ook schreef hij enkele korte pianowerken en korte stukken voor het ensemble Ziggurat en het Rosa Ensemble. In april 2009 werd zijn orkestwerk Koranfragment uitgevoerd door het Orkest van het Conservatorium van Amsterdam onder leiding van Ed Spanjaard. Op verzoek van November Music maakte hij in 2009 samen met Thomas Myrmel het muziektheaterwerk Pigeonhouse in nauwe samenwerking met de zeven uitvoerende musici.
In 2011 schreef hij stukken voor de ereprijs, het Rosa Ensemble en EnsembleCaméléon. In 2012 werd zijn compositie Dust Storm uitgevoerd door Schönberg onder leiding van Bas Wiegers. In 2014 maakte hij de muziek voor Sarah Kane's Crave en in 2016 voor La Musica 2 van Marguerite Duras, beide voor Theater Utrecht in een regie van Thibaud Delpeut. In 2015 was hij componist in focus tijdens November Music en schreef hij onder andere een strijkkwartet voor het Franse Quatuor Diotima.

## Prijzen
In 1998 won Wilbert Bulsink een eerste prijs bij het Prinses Christina Concours met Prelude nr. 1. In 1999 kreeg hij de NOG Stimuleringsprijs voor Ontdekkingen. In oktober 2005 werd hem de eerste Jan van Vlijmenprijs voor beginnende componisten uitgereikt. De Proms in Paradiso Programma Prijs kreeg hij in 2006 voor The Expected. In 2009 werd zijn compositie Op/Weg...  geblazen voor luchtpiano en ensemble geselecteerd voor Toonzetters en in 2010 is zijn compositie Koranfragment geselecteerd voor Toonzetters.